# الجامعة الأردنية (شارع)

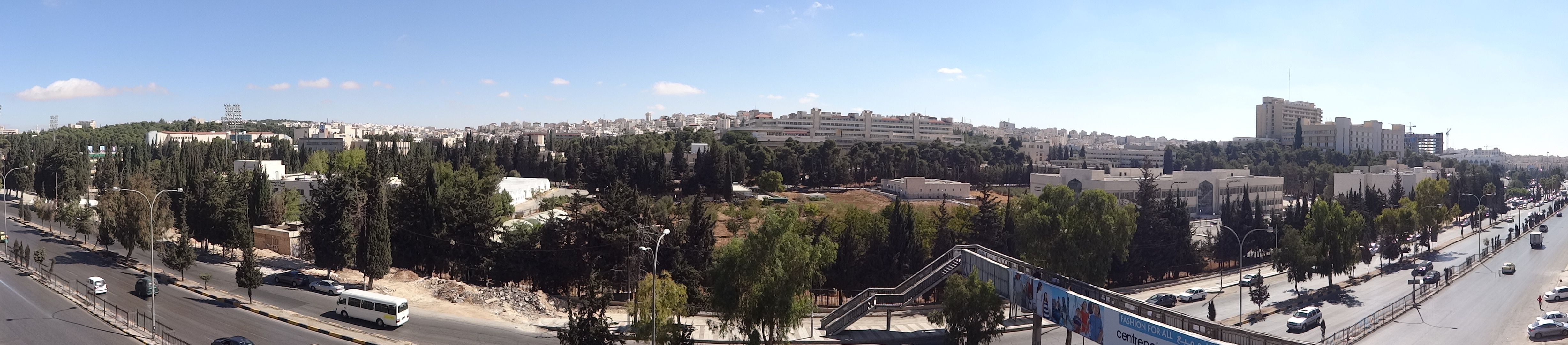
شارع الجامعة الأردنية.

شارع الجامعة الأردنية من أهم الشوارع الحيوية في عمان الاسم الرسمي لشارع الجامعة الأردنية حسب خريطة عمان هو شارع الملكة رانيا. يربط الشارع شرق عمان بغربها. سمي مجازا بهذا الاسم بين الناس في الأردن نسبة للجامعة الأردنية التي تمتد لكيلومترات عديدة على طوله. يحوي شارع الجامعة العديد من المقاهي والمطاعم التي يرتادها الشباب بكثرة. كذلك هناك عدة فنادق موجودة على جانبيه. أما بالنسبة للمناطق المطلة على شارع الجامعة فهي ابتداء من حي قطنة وضاحية الرشيد وحي الجامعة (التابعين لمنطقة الجبيهة). أما على الطرف الآخر فهناك حي تلاع العلي وخلدا. وينتهي الشارع عند منطقة صويلح.